# Bram Geilman
Bram Geilman, naam later veranderd in Bram Gildeman (Rotterdam, 27 januari 1945) is een Nederlands voormalig voetballer die als doelman speelde. Hij speelde voor Feyenoord, Excelsior, Roda JC en Fortuna SC.
Geilman werd op twaalfjarige leeftijd lid van Feijenoord en kwam daardoor vanuit de jeugd van DEH in een jeugdelftal met onder andere Wim Jansen. Hij speelde zijn eerste echte wedstrijd tegen Excelsior, de club waaraan hij aan het einde van de transferperiode van juli 1967 werd uitgeleend. Aanleiding daartoe was dat Feijenoord doelman Ger Reitsma had aangetrokken. Voor Geilman was de uitlening aan Excelsior een stap vooruit, omdat hij nu in een eerste elftal kon spelen. Hij keepte goed, maar kreeg te maken met een aantal blessures.
De jonge Geilman kwam via de C1, B1 en A1 in het hoogste jeugdteam terecht waar hij doelman Hans Venneker verving, die wegens gebrek aan spelers als rechtsbuiten werd opgesteld. Na een korte onderbreking wegens militaire dienst kreeg hij een driejarig contract aangeboden.
Bram Geilman trok veel aandacht door zijn optreden tijdens de bekerwedstrijd tegen Feijenoord, waarin hij door uitstekend keepen ervoor zorgde dat Excelsior geen enkel tegendoelpunt kreeg. Het zorgde er mede voor dat Feijenoord door de ploeg uit de Eerste Divisie werd uitgeschakeld.
In augustus 1970 debuteerde Geilman in een vriendschappelijke thuiswedstrijd tegen het Hongaarse Honvéd. Hij speelde voor Feijenoord slechts één officiële wedstrijd, namelijk op 3 november 1971 voor de Europacup 1 tegen Dinamo Boekarest. Hij kreeg in dat met 2-0 gewonnen duel maar weinig te doen.
In december 1973 werd Geilman als derde keeper van Feyenoord uitgeleend aan Roda JC, waar hij werd herenigd met Henk van Leeuwen. Hij nam toen al snel de plaats over van keeper Jo van der Mierden. In die periode speelde hij in Athene nog een vriendschappelijke wedstrijd tegen landskampioen Olympiakos, omdat Eddy Treijtel geblesseerd was. Onomwonden verklaarde hij dat Feyenoord zijn favoriete club was, maar dat hij er de voorkeur aan gaf om niet op de bank te zitten. Om diezelfde reden tekende hij in oktober 1977 een contract bij Fortuna SC, omdat hij door de komst van Jan Jongbloed reservekeeper was geworden bij Roda JC.
Geilman was keeper in de eerste bekerfinale van Roda JC in het seizoen 1975/'76. Hij verrichtte een flink aantal reddingen, maar Roda verloor in de verlenging toch met 1-0 van PSV.
In december 1980 belandde hij na een aanrijding in Rotterdam-Zuid in het ziekenhuis. Zijn vrouw raakte daarbij lichtgewond, hun kind bleef ongedeerd. Het ongeval betekende het einde van zijn sportcarrière.